# Équipe d'Espagne de football au Championnat d'Europe 2020
Cet article relate le parcours de l’équipe d'Espagne de football lors du Championnat d'Europe de football 2020 organisé dans 11 grandes villes d'Europe du 11 juin au 11 juillet 2021.

## Maillots
Le 11 novembre 2019, Adidas présente le maillot domicile de l'Espagne pour l'Euro 2020. Celui-ci est constitué de plusieurs nuances de rouge représentant un damier à effets que l’on pourrait croire travaillés au pinceau, dans le but de célébrer le drapeau national, divisé en pixels simples pour reformer ensuite une palette de couleurs visible sur le maillot final. Cette volonté de moderniser le drapeau est également accentuée par des détails fins sur le cou indiquant la date de 1920, qui commémore le 100e anniversaire du premier maillot de la Fédération espagnole et de son premier emblème : un lion. Le maillot comporte également un col rétro qui évoquera les tenues du début des années 90,.
Le 23 mars 2021, le maillot extérieur est à son tour dévoilé. Il est basé sur un graphique accrocheur peint à la main, inspiré par la nature expressive et créative de l’équipe nationale d’Espagne. Le maillot est complété par des détails discrets rappelant l’identité et l’héritage de l’équipe. On retrouve notamment les couleurs du drapeau espagnol intégrées sur les manches, ainsi que des détails sur le cou en l’honneur du 100e anniversaire de la première utilisation d’un lion sur le maillot de l’Espagne en 1920.

## Qualifications
| Rang | Équipe       | Pts | J  | G | N | P | Bp | Bc | Diff |  | Résultats (▼ dom., ► ext.) |     |     |     |     |     |     |
| ---- | ------------ | --- | -- | - | - | - | -- | -- | ---- |  | -------------------------- | --- | --- | --- | --- | --- | --- |
| 1    | Espagne      | 26  | 10 | 8 | 2 | 0 | 31 | 5  | +26  |  | Espagne                    |     | 3-0 | 2-1 | 5-0 | 4-0 | 7-0 |
| 2    | Suède        | 21  | 10 | 6 | 3 | 1 | 23 | 9  | +14  |  | Suède                      | 1-1 |     | 1-1 | 2-1 | 3-0 | 3-0 |
| 3    | Norvège (B)  | 17  | 10 | 4 | 5 | 1 | 19 | 11 | +8   |  | Norvège (B)                | 1-1 | 3-3 |     | 2-2 | 4-0 | 2-0 |
| 4    | Roumanie (B) | 14  | 10 | 4 | 2 | 4 | 17 | 15 | +2   |  | Roumanie (B)               | 1-2 | 0-2 | 1-1 |     | 4-1 | 1-0 |
| 5    | Îles Féroé   | 3   | 10 | 1 | 0 | 9 | 4  | 30 | -26  |  | Îles Féroé                 | 1-4 | 0-4 | 0-2 | 0-3 |     | 1-0 |
| 6    | Malte        | 3   | 10 | 1 | 0 | 9 | 3  | 27 | -24  |  | Malte                      | 0-2 | 0-4 | 1-2 | 0-4 | 2-1 |     |

- Sélection directement qualifiée pour l'Euro 2020

## Phase finale

### Effectif
Une sélection de 24 joueurs (alors que 26 joueurs étaient autorisés par l'UEFA) est dévoilée par le sélectionneur Luis Enrique le 24 mai 2021. À noter l'absence de 
Sergio Ramos (vainqueur de la Coupe de monde et double vainqueur de l'Euro), et la sélection d'Aymeric Laporte (joueur français tout juste naturalisé espagnol), qui évoluent au même poste de défenseur central.
NB : Les âges et les sélections sont calculés au début de l'Euro 2020, le 11 juin 2021.

### Premier tour
| v · m | Équipe    | Pts | J | G | N | P | Bp | Bc | Diff |
| ----- | --------- | --- | - | - | - | - | -- | -- | ---- |
| 1     | Suède     | 7   | 3 | 2 | 1 | 0 | 4  | 2  | +2   |
| 2     | Espagne   | 5   | 3 | 1 | 2 | 0 | 6  | 1  | +5   |
| 3     | Slovaquie | 3   | 3 | 1 | 0 | 2 | 2  | 7  | -5   |
| 4     | Pologne   | 1   | 3 | 0 | 1 | 2 | 4  | 6  | -2   |

#### Espagne - Suède
| Match 10           | Espagne | 0 - 0   | Suède | Stade La Cartuja, Séville                                                      |                                                                                |
| 14 juin 2021 21h00 |         | (0 - 0) |       | Spectateurs : 10 559 Arbitrage : Slavko Vinčić Arbitre vidéo : Bastian Dankert | Spectateurs : 10 559 Arbitrage : Slavko Vinčić Arbitre vidéo : Bastian Dankert |
| 14 juin 2021 21h00 | Rapport |         |       | Spectateurs : 10 559 Arbitrage : Slavko Vinčić Arbitre vidéo : Bastian Dankert | Spectateurs : 10 559 Arbitrage : Slavko Vinčić Arbitre vidéo : Bastian Dankert |

| Espagne | Suède |

| ESPAGNE :       |    |                  |     |
|                 |    |                  |     |
| Gardien de but  | 23 | Unai Simón       |     |
|                 | 18 | Jordi Alba       |     |
|                 | 4  | Pau Torres       |     |
|                 | 24 | Aymeric Laporte  |     |
|                 | 6  | Marcos Llorente  |     |
|                 | 26 | Pedri            |     |
|                 | 16 | Rodri            | 66e |
|                 | 8  | Koke             | 87e |
|                 | 19 | Dani Olmo        | 74e |
|                 | 7  | Álvaro Morata    | 66e |
|                 | 11 | Ferran Torres    | 74e |
| Remplaçants :   |    |                  |     |
|                 | 10 | Thiago Alcántara | 66e |
|                 | 22 | Pablo Sarabia    | 66e |
|                 | 21 | Mikel Oyarzabal  | 74e |
|                 | 9  | Gerard Moreno    | 74e |
|                 | 17 | Fabián Ruiz      | 87e |
| Sélectionneur : |    |                  |     |
| Luis Enrique    |    |                  |     |

| SUÈDE :         |    |                     |     |     |
|                 |    |                     |     |     |
| Gardien de but  | 1  | Robin Olsen         |     |     |
|                 | 6  | Ludwig Augustinsson |     |     |
|                 | 24 | Marcus Danielson    |     |     |
|                 | 3  | Victor Lindelöf     |     |     |
|                 | 2  | Mikael Lustig       | 55e | 75e |
|                 | 10 | Emil Forsberg       |     | 84e |
|                 | 8  | Albin Ekdal         |     |     |
|                 | 20 | Kristoffer Olsson   |     | 84e |
|                 | 7  | Sebastian Larsson   |     |     |
|                 | 11 | Alexander Isak      |     | 69e |
|                 | 9  | Marcus Berg         |     | 69e |
| Remplaçants :   |    |                     |     |     |
|                 | 22 | Robin Quaison       |     | 69e |
|                 | 17 | Viktor Claesson     |     | 69e |
|                 | 16 | Emil Krafth         |     | 75e |
|                 | 26 | Jens Cajuste        |     | 84e |
|                 | 5  | Pierre Bengtsson    |     | 84e |
| Sélectionneur : |    |                     |     |     |
| Janne Andersson |    |                     |     |     |

| Assistants : Tomaž Klančnik Andraž Kovačič Quatrième arbitre : Davide Massa Homme du match : Victor Lindelöf |

#### Espagne - Pologne
| Match 24           | Espagne              | 1 - 1   | Pologne                    | Stade La Cartuja, Séville                                                           |                                                                                     |
| 19 juin 2021 21h00 | ( Moreno) Morata 25e | (1 - 0) | 54e Lewandowski (Jóźwiak ) | Spectateurs : 11 742 Arbitrage : Daniele Orsato Arbitre vidéo : Massimiliano Irrati | Spectateurs : 11 742 Arbitrage : Daniele Orsato Arbitre vidéo : Massimiliano Irrati |
| 19 juin 2021 21h00 | Rapport              |         |                            | Spectateurs : 11 742 Arbitrage : Daniele Orsato Arbitre vidéo : Massimiliano Irrati | Spectateurs : 11 742 Arbitrage : Daniele Orsato Arbitre vidéo : Massimiliano Irrati |

| Espagne | Pologne |

| ESPAGNE :       |    |                 |       |     |
|                 |    |                 |       |     |
| Gardien de but  | 23 | Unai Simón      |       |     |
|                 | 18 | Jordi Alba      |       |     |
|                 | 4  | Pau Torres      | 81e   |     |
|                 | 24 | Aymeric Laporte |       |     |
|                 | 6  | Marcos Llorente |       |     |
|                 | 26 | Pedri           |       |     |
|                 | 16 | Rodri           | 90+5e |     |
|                 | 8  | Koke            |       | 68e |
|                 | 19 | Dani Olmo       |       | 61e |
|                 | 7  | Álvaro Morata   |       | 87e |
|                 | 9  | Gerard Moreno   |       | 68e |
| Remplaçants :   |    |                 |       |     |
|                 | 11 | Ferran Torres   |       | 61e |
|                 | 17 | Fabián Ruiz     |       | 68e |
|                 | 22 | Pablo Sarabia   |       | 68e |
|                 | 21 | Mikel Oyarzabal |       | 87e |
| Sélectionneur : |    |                 |       |     |
| Luis Enrique    |    |                 |       |     |

| POLOGNE :       |    |                       |       |     |
|                 |    |                       |       |     |
| Gardien de but  | 1  | Wojciech Szczęsny     |       |     |
|                 | 5  | Jan Bednarek          |       | 85e |
|                 | 15 | Kamil Glik            |       |     |
|                 | 18 | Bartosz Bereszyński   |       |     |
|                 | 24 | Tymoteusz Puchacz     |       |     |
|                 | 14 | Mateusz Klich         | 36e   | 55e |
|                 | 16 | Jakub Moder           | 57e   | 85e |
|                 | 21 | Kamil Jóźwiak         | 59e   |     |
|                 | 20 | Piotr Zieliński       |       |     |
|                 | 11 | Karol Świderski       |       | 68e |
|                 | 9  | Robert Lewandowski    | 90+3e |     |
| Remplaçants :   |    |                       |       |     |
|                 | 6  | Kacper Kozłowski      |       | 55e |
|                 | 19 | Przemysław Frankowski |       | 68e |
|                 | 3  | Paweł Dawidowicz      |       | 85e |
|                 | 8  | Karol Linetty         |       | 85e |
| Sélectionneur : |    |                       |       |     |
| Paulo Sousa     |    |                       |       |     |

| Assistants : Alessandro Giallatini Fabiano Preti Quatrième arbitre : Stéphanie Frappart Homme du match : Jordi Alba |

#### Slovaquie - Espagne
| Match 34           | Slovaquie | 0 - 5   | Espagne | Stade La Cartuja, Séville                                                          |                                                                                    |
| 23 juin 2021 18h00 |           | (0 - 2) | 30e (csc) Dúbravka (Sarabia ) · 45+3e Laporte (Moreno ) · 56e Sarabia (Alba ) · 67e F. Torres (Sarabia ) · 71e (csc) Kucka (P. Torres ) | Spectateurs : 11 204 Arbitrage : Björn Kuipers Arbitre vidéo : Pol van Boekel (en) | Spectateurs : 11 204 Arbitrage : Björn Kuipers Arbitre vidéo : Pol van Boekel (en) |
| 23 juin 2021 18h00 | Rapport   |         | | Spectateurs : 11 204 Arbitrage : Björn Kuipers Arbitre vidéo : Pol van Boekel (en) | Spectateurs : 11 204 Arbitrage : Björn Kuipers Arbitre vidéo : Pol van Boekel (en) |

| Slovaquie | Espagne |

| SLOVAQUIE :     |    |                   |       |     |
|                 |    |                   |       |     |
| Gardien de but  | 1  | Martin Dúbravka   |       |     |
|                 | 15 | Tomáš Hubočan     |       |     |
|                 | 14 | Milan Škriniar    | 90+4e |     |
|                 | 5  | Ľubomír Šatka     |       |     |
|                 | 2  | Peter Pekarík     |       |     |
|                 | 20 | Róbert Mak        |       | 69e |
|                 | 25 | Jakub Hromada     |       | 46e |
|                 | 19 | Juraj Kucka       |       |     |
|                 | 18 | Lukas Haraslin    |       | 69e |
|                 | 17 | Marek Hamšík      |       | 90e |
|                 | 8  | Ondrej Duda       | 12e   | 46e |
| Remplaçants :   |    |                   |       |     |
|                 | 22 | Stanislav Lobotka |       | 46e |
|                 | 21 | Michal Ďuriš      |       | 46e |
|                 | 7  | Vladimír Weiss    |       | 69e |
|                 | 10 | Tomáš Suslov      |       | 69e |
|                 | 11 | László Bénes      |       | 90e |
| Sélectionneur : |    |                   |       |     |
| Štefan Tarkovič |    |                   |       |     |

| ESPAGNE :       |    |                   |     |     |
|                 |    |                   |     |     |
| Gardien de but  | 23 | Unai Simón        |     |     |
|                 | 18 | Jordi Alba        | 60e |     |
|                 | 24 | Aymeric Laporte   |     |     |
|                 | 12 | Eric García       |     | 71e |
|                 | 2  | César Azpilicueta |     | 77e |
|                 | 26 | Pedri             |     |     |
|                 | 5  | Sergio Busquets   | 40e | 71e |
|                 | 8  | Koke              |     |     |
|                 | 9  | Gerard Moreno     |     | 77e |
|                 | 7  | Álvaro Morata     |     | 66e |
|                 | 22 | Pablo Sarabia     |     |     |
| Remplaçants :   |    |                   |     |     |
|                 | 11 | Ferran Torres     |     | 66e |
|                 | 10 | Thiago Alcántara  |     | 71e |
|                 | 4  | Pau Torres        |     | 71e |
|                 | 20 | Adama Traoré      |     | 77e |
|                 | 21 | Mikel Oyarzabal   |     | 77e |
| Sélectionneur : |    |                   |     |     |
| Luis Enrique    |    |                   |     |     |

| Assistants : Sander van Roekel Erwin Zeinstra Quatrième arbitre : Stéphanie Frappart Homme du match : Sergio Busquets |

### Huitième de finale

#### Croatie - Espagne
| Match 41                | Croatie                                              | 3 - 5 a. p.           | Espagne | Parken Stadium, Copenhague                                                         |                                                                                    |
| 28 juin 2021 18h00 CEST | Pedri 20e (csc) · Oršić 85e · ( Oršić) Pašalić 90+2e | (1 - 1, 3 - 3, 3 - 5) | 38e Sarabia (Gayà ) · 57e Azpilicueta (F. Torres ) · 77e F. Torres (P. Torres ) · 100e Morata (Olmo ) · 103e Oyarzabal (Olmo ) | Spectateurs : 22 771 Arbitrage : Cüneyt Çakır Arbitre vidéo : Bastian Dankert (en) | Spectateurs : 22 771 Arbitrage : Cüneyt Çakır Arbitre vidéo : Bastian Dankert (en) |
| 28 juin 2021 18h00 CEST | Rapport                                              |                       | | Spectateurs : 22 771 Arbitrage : Cüneyt Çakır Arbitre vidéo : Bastian Dankert (en) | Spectateurs : 22 771 Arbitrage : Cüneyt Çakır Arbitre vidéo : Bastian Dankert (en) |

| Croatie | Espagne |

| CROATIE :       |    |                   |     |      |
|                 |    |                   |     |      |
| Gardien de but  | 1  | Dominik Livaković |     |      |
|                 | 25 | Joško Gvardiol    |     |      |
|                 | 5  | Duje Ćaleta-Car   | 84e |      |
|                 | 21 | Domagoj Vida      |     |      |
|                 | 22 | Josip Juranović   |     | 74e  |
|                 | 11 | Marcelo Brozović  | 73e |      |
|                 | 8  | Mateo Kovačić     |     | 79e  |
|                 | 10 | Luka Modrić       |     | 114e |
|                 | 17 | Ante Rebić        |     | 67e  |
|                 | 20 | Bruno Petković    |     | 46e  |
|                 | 13 | Nikola Vlašić     |     | 79e  |
| Remplaçants :   |    |                   |     |      |
|                 | 9  | Andrej Kramarić   |     | 46e  |
|                 | 18 | Mislav Oršić      |     | 67e  |
|                 | 7  | Josip Brekalo     |     | 74e  |
|                 | 14 | Ante Budimir      |     | 79e  |
|                 | 15 | Mario Pašalić     |     | 79e  |
|                 | 26 | Luka Ivanušec     |     | 114e |
| Sélectionneur : |    |                   |     |      |
| Zlatko Dalić    |    |                   |     |      |

| ESPAGNE :       |    |                   |      |
|                 |    |                   |      |
| Gardien de but  | 23 | Unai Simón        |      |
|                 | 14 | José Gayà         | 77e  |
|                 | 24 | Aymeric Laporte   |      |
|                 | 12 | Eric García       | 71e  |
|                 | 2  | César Azpilicueta |      |
|                 | 26 | Pedri             |      |
|                 | 5  | Sergio Busquets   | 101e |
|                 | 8  | Koke              | 77e  |
|                 | 22 | Pablo Sarabia     | 71e  |
|                 | 7  | Álvaro Morata     |      |
|                 | 11 | Ferran Torres     | 88e  |
| Remplaçants :   |    |                   |      |
|                 | 19 | Dani Olmo         | 71e  |
|                 | 4  | Pau Torres        | 71e  |
|                 | 18 | Jordi Alba        | 77e  |
|                 | 17 | Fabián Ruiz       | 77e  |
|                 | 21 | Mikel Oyarzabal   | 88e  |
|                 | 16 | Rodri             | 101e |
| Sélectionneur : |    |                   |      |
| Luis Enrique    |    |                   |      |

| Assistants : Bahattin Duran Tarık Ongun Quatrième arbitre : Andreas Ekberg Homme du match : Sergio Busquets |

### Quart de finale

#### Suisse - Espagne
| Match 45                  | Suisse                               | 1 - 1 a. p.           | Espagne                                      | Stade Krestovski, Saint-Pétersbourg                                                       |                                                                                           |
| 2 juillet 2021 18h00 CEST | ( Freuler) Shaqiri 78e               | (0 - 1, 1 - 1, 1 - 1) | 8e (csc) Zakaria (Alba )                     | Spectateurs : 24 764 Arbitrage : Michael Oliver Arbitre vidéo : Christopher Kavanagh (en) | Spectateurs : 24 764 Arbitrage : Michael Oliver Arbitre vidéo : Christopher Kavanagh (en) |
| 2 juillet 2021 18h00 CEST | Rapport                              |                       |                                              | Spectateurs : 24 764 Arbitrage : Michael Oliver Arbitre vidéo : Christopher Kavanagh (en) | Spectateurs : 24 764 Arbitrage : Michael Oliver Arbitre vidéo : Christopher Kavanagh (en) |
| 2 juillet 2021 18h00 CEST | Gavranović · Schär · Akanji · Vargas | Tirs au but 1 - 3     | Busquets · Olmo · Rodri · Moreno · Oyarzabal | Spectateurs : 24 764 Arbitrage : Michael Oliver Arbitre vidéo : Christopher Kavanagh (en) | Spectateurs : 24 764 Arbitrage : Michael Oliver Arbitre vidéo : Christopher Kavanagh (en) |

| Suisse | Espagne |

| SUISSE :          |    |                     |        |       |
|                   |    |                     |        |       |
| Gardien de but    | 1  | Yann Sommer         |        |       |
|                   | 13 | Ricardo Rodríguez   |        |       |
|                   | 5  | Manuel Akanji       |        |       |
|                   | 4  | Nico Elvedi         |        |       |
|                   | 14 | Steven Zuber        |        | 90+2e |
|                   | 3  | Silvan Widmer       | 67e    | 101e  |
|                   | 8  | Remo Freuler        | 77e    |       |
|                   | 6  | Denis Zakaria       |        | 101e  |
|                   | 7  | Breel Embolo        |        | 23e   |
|                   | 23 | Xherdan Shaqiri     |        | 81e   |
|                   | 9  | Haris Seferović     |        | 82e   |
| Remplaçants :     |    |                     |        |       |
|                   | 11 | Ruben Vargas        |        | 23e   |
|                   | 15 | Djibril Sow         |        | 81e   |
|                   | 19 | Mario Gavranović    | 120+1e | 82e   |
|                   | 16 | Christian Fassnacht |        | 90+2e |
|                   | 2  | Kevin Mbabu         |        | 101e  |
|                   | 22 | Fabian Schär        |        | 101e  |
| Sélectionneur :   |    |                     |        |       |
| Vladimir Petković |    |                     |        |       |

| ESPAGNE :       |    |                   |       |       |
|                 |    |                   |       |       |
| Gardien de but  | 23 | Unai Simón        |       |       |
|                 | 18 | Jordi Alba        |       |       |
|                 | 4  | Pau Torres        |       | 113e  |
|                 | 24 | Aymeric Laporte   | 90+3e |       |
|                 | 2  | César Azpilicueta |       |       |
|                 | 26 | Pedri             |       | 119e  |
|                 | 5  | Sergio Busquets   |       |       |
|                 | 8  | Koke              |       | 90+1e |
|                 | 22 | Pablo Sarabia     |       | 46e   |
|                 | 7  | Álvaro Morata     |       | 54e   |
|                 | 11 | Ferran Torres     |       | 91e   |
| Remplaçants :   |    |                   |       |       |
|                 | 19 | Dani Olmo         |       | 46e   |
|                 | 9  | Gerard Moreno     |       | 54e   |
|                 | 6  | Marcos Llorente   |       | 90+1e |
|                 | 21 | Mikel Oyarzabal   |       | 91e   |
|                 | 10 | Thiago Alcántara  |       | 113e  |
|                 | 16 | Rodri             |       | 119e  |
| Sélectionneur : |    |                   |       |       |
| Luis Enrique    |    |                   |       |       |

| Assistants : Stuart Burt Simon Peter Bennett Quatrième arbitre : Ovidiu Hațegan Homme du match : Unai Simón |

### Demi-finale

#### Italie - Espagne
| Match 49                  | Italie                                                  | 1 - 1 a. p.           | Espagne                         | Stade de Wembley, Londres                                                     |                                                                               |
| 6 juillet 2021 21h00 CEST | Chiesa 60e                                              | (0 - 0, 1 - 1, 1 - 1) | 80e Morata (Olmo )              | Spectateurs : 57 811 Arbitrage : Felix Brych Arbitre vidéo : Marco Fritz (en) | Spectateurs : 57 811 Arbitrage : Felix Brych Arbitre vidéo : Marco Fritz (en) |
| 6 juillet 2021 21h00 CEST | Rapport                                                 |                       |                                 | Spectateurs : 57 811 Arbitrage : Felix Brych Arbitre vidéo : Marco Fritz (en) | Spectateurs : 57 811 Arbitrage : Felix Brych Arbitre vidéo : Marco Fritz (en) |
| 6 juillet 2021 21h00 CEST | Locatelli · Belotti · Bonucci · Bernardeschi · Jorginho | Tirs au but 4 - 2     | Olmo · Gerard · Thiago · Morata | Spectateurs : 57 811 Arbitrage : Felix Brych Arbitre vidéo : Marco Fritz (en) | Spectateurs : 57 811 Arbitrage : Felix Brych Arbitre vidéo : Marco Fritz (en) |

| Italie | Espagne |

| ITALIE :        |    |                       |      |      |
|                 |    |                       |      |      |
| Gardien de but  | 21 | Gianluigi Donnarumma  |      |      |
|                 | 13 | Emerson               |      | 74e  |
|                 | 3  | Giorgio Chiellini     |      |      |
|                 | 19 | Leonardo Bonucci      | 118e |      |
|                 | 2  | Giovanni Di Lorenzo   |      |      |
|                 | 6  | Marco Verratti        |      | 74e  |
|                 | 8  | Jorginho              |      |      |
|                 | 18 | Nicolò Barella        |      | 85e  |
|                 | 10 | Lorenzo Insigne       |      | 85e  |
|                 | 17 | Ciro Immobile         |      | 61e  |
|                 | 14 | Federico Chiesa       |      | 107e |
| Remplaçants :   |    |                       |      |      |
|                 | 11 | Domenico Berardi      |      | 61e  |
|                 | 25 | Rafael Tolói          | 98e  | 74e  |
|                 | 12 | Matteo Pessina        |      | 74e  |
|                 | 5  | Manuel Locatelli      |      | 85e  |
|                 | 9  | Andrea Belotti        |      | 85e  |
|                 | 20 | Federico Bernardeschi |      | 107e |
| Sélectionneur : |    |                       |      |      |
| Roberto Mancini |    |                       |      |      |

| ESPAGNE :       |    |                   |     |      |
|                 |    |                   |     |      |
| Gardien de but  | 23 | Unai Simón        |     |      |
|                 | 18 | Jordi Alba        |     |      |
|                 | 24 | Aymeric Laporte   |     |      |
|                 | 12 | Eric García       |     | 109e |
|                 | 2  | César Azpilicueta |     | 85e  |
|                 | 26 | Pedri             |     |      |
|                 | 5  | Sergio Busquets   | 51e | 106e |
|                 | 8  | Koke              |     | 70e  |
|                 | 19 | Dani Olmo         |     |      |
|                 | 11 | Ferran Torres     |     | 62e  |
|                 | 21 | Mikel Oyarzabal   |     | 70e  |
| Remplaçants :   |    |                   |     |      |
|                 | 7  | Álvaro Morata     |     | 62e  |
|                 | 9  | Gerard Moreno     |     | 70e  |
|                 | 16 | Rodri             |     | 70e  |
|                 | 6  | Marcos Llorente   |     | 85e  |
|                 | 10 | Thiago Alcántara  |     | 106e |
|                 | 4  | Pau Torres        |     | 109e |
| Sélectionneur : |    |                   |     |      |
| Luis Enrique    |    |                   |     |      |

| Assistants : Mark Borsch Stefan Lupp Quatrième arbitre : Sergei Karasev Homme du match : Federico Chiesa |

## Statistiques

### Temps de jeu
| Joueur            |          |          |          |          |          |          | TT       | But inscrit | Passe décisive | MJ       | MT       | Légende |
| ----------------- | -------- | -------- | -------- | -------- | -------- | -------- | -------- | ----------- | -------------- | -------- | -------- | --- |
| Gardiens          | Gardiens | Gardiens | Gardiens | Gardiens | Gardiens | Gardiens | Gardiens | Gardiens    | Gardiens       | Gardiens | Gardiens | Abréviations et symboles : TT : Total de minutes jouées MJ : Nombre de matchs joués MT : Matchs joués en tant que titulaire : but : passe décisive : joueur entré : joueur remplacé : capitaine : carton jaune : carton rouge |
| David de Gea      |          |          |          |          |          |          | 0        |             |                |          |          | Abréviations et symboles : TT : Total de minutes jouées MJ : Nombre de matchs joués MT : Matchs joués en tant que titulaire : but : passe décisive : joueur entré : joueur remplacé : capitaine : carton jaune : carton rouge |
| Robert Sánchez    |          |          |          |          |          |          | 0        |             |                |          |          | Abréviations et symboles : TT : Total de minutes jouées MJ : Nombre de matchs joués MT : Matchs joués en tant que titulaire : but : passe décisive : joueur entré : joueur remplacé : capitaine : carton jaune : carton rouge |
| Unai Simón        | 90       | 90       | 90       | 120      | 120      | 120      | 630      |             |                | 6        | 6        | Abréviations et symboles : TT : Total de minutes jouées MJ : Nombre de matchs joués MT : Matchs joués en tant que titulaire : but : passe décisive : joueur entré : joueur remplacé : capitaine : carton jaune : carton rouge |
| Défenseurs        |          |          |          |          |          |          |          |             |                |          |          | Abréviations et symboles : TT : Total de minutes jouées MJ : Nombre de matchs joués MT : Matchs joués en tant que titulaire : but : passe décisive : joueur entré : joueur remplacé : capitaine : carton jaune : carton rouge |
| César Azpilicueta |          |          | 77       | 120      | 120      | 85       | 402      | 1           |                | 4        | 4        | Abréviations et symboles : TT : Total de minutes jouées MJ : Nombre de matchs joués MT : Matchs joués en tant que titulaire : but : passe décisive : joueur entré : joueur remplacé : capitaine : carton jaune : carton rouge |
| Diego Llorente    |          |          |          |          |          |          | 0        |             |                |          |          | Abréviations et symboles : TT : Total de minutes jouées MJ : Nombre de matchs joués MT : Matchs joués en tant que titulaire : but : passe décisive : joueur entré : joueur remplacé : capitaine : carton jaune : carton rouge |
| Pau Torres        | 90       | 90       | 19       | 49       | 113      | 11       | 372      |             | 3              | 6        | 4        | Abréviations et symboles : TT : Total de minutes jouées MJ : Nombre de matchs joués MT : Matchs joués en tant que titulaire : but : passe décisive : joueur entré : joueur remplacé : capitaine : carton jaune : carton rouge |
| Eric García       |          |          | 71       | 71       |          | 109      | 251      |             |                | 3        | 3        | Abréviations et symboles : TT : Total de minutes jouées MJ : Nombre de matchs joués MT : Matchs joués en tant que titulaire : but : passe décisive : joueur entré : joueur remplacé : capitaine : carton jaune : carton rouge |
| José Gayà         |          |          |          | 77       |          |          | 77       |             | 1              | 1        | 1        | Abréviations et symboles : TT : Total de minutes jouées MJ : Nombre de matchs joués MT : Matchs joués en tant que titulaire : but : passe décisive : joueur entré : joueur remplacé : capitaine : carton jaune : carton rouge |
| Jordi Alba        | 90       | 90       | 90       | 43       | 120      | 120      | 553      |             | 2              | 6        | 5        | Abréviations et symboles : TT : Total de minutes jouées MJ : Nombre de matchs joués MT : Matchs joués en tant que titulaire : but : passe décisive : joueur entré : joueur remplacé : capitaine : carton jaune : carton rouge |
| Aymeric Laporte   | 90       | 90       | 90       | 120      | 120      | 120      | 630      | 1           |                | 6        | 6        | Abréviations et symboles : TT : Total de minutes jouées MJ : Nombre de matchs joués MT : Matchs joués en tant que titulaire : but : passe décisive : joueur entré : joueur remplacé : capitaine : carton jaune : carton rouge |
| Milieux           |          |          |          |          |          |          |          |             |                |          |          | Abréviations et symboles : TT : Total de minutes jouées MJ : Nombre de matchs joués MT : Matchs joués en tant que titulaire : but : passe décisive : joueur entré : joueur remplacé : capitaine : carton jaune : carton rouge |
| Sergio Busquets   |          |          | 71       | 101      | 120      | 106      | 412      |             |                | 4        | 4        | Abréviations et symboles : TT : Total de minutes jouées MJ : Nombre de matchs joués MT : Matchs joués en tant que titulaire : but : passe décisive : joueur entré : joueur remplacé : capitaine : carton jaune : carton rouge |
| Marcos Llorente   | 90       | 90       |          |          | 29       | 35       | 244      |             |                | 4        | 2        | Abréviations et symboles : TT : Total de minutes jouées MJ : Nombre de matchs joués MT : Matchs joués en tant que titulaire : but : passe décisive : joueur entré : joueur remplacé : capitaine : carton jaune : carton rouge |
| Koke              | 87       | 68       | 90       | 77       | 90+1     | 70       | 483      |             |                | 6        | 6        | Abréviations et symboles : TT : Total de minutes jouées MJ : Nombre de matchs joués MT : Matchs joués en tant que titulaire : but : passe décisive : joueur entré : joueur remplacé : capitaine : carton jaune : carton rouge |
| Thiago Alcántara  | 24       |          | 19       |          | 7        | 14       | 64       |             |                | 4        |          | Abréviations et symboles : TT : Total de minutes jouées MJ : Nombre de matchs joués MT : Matchs joués en tant que titulaire : but : passe décisive : joueur entré : joueur remplacé : capitaine : carton jaune : carton rouge |
| Rodri             | 66       | 90       |          | 19       | 1        | 50       | 226      |             |                | 5        | 2        | Abréviations et symboles : TT : Total de minutes jouées MJ : Nombre de matchs joués MT : Matchs joués en tant que titulaire : but : passe décisive : joueur entré : joueur remplacé : capitaine : carton jaune : carton rouge |
| Fabián Ruiz       | 3        | 22       |          | 43       |          |          | 68       |             |                | 3        |          | Abréviations et symboles : TT : Total de minutes jouées MJ : Nombre de matchs joués MT : Matchs joués en tant que titulaire : but : passe décisive : joueur entré : joueur remplacé : capitaine : carton jaune : carton rouge |
| Dani Olmo         | 74       | 61       |          | 49       | 74       | 120      | 378      |             | 3              | 5        | 3        | Abréviations et symboles : TT : Total de minutes jouées MJ : Nombre de matchs joués MT : Matchs joués en tant que titulaire : but : passe décisive : joueur entré : joueur remplacé : capitaine : carton jaune : carton rouge |
| Pablo Sarabia     | 24       | 22       | 90       | 71       | 46       |          | 253      | 2           | 2              | 5        | 3        | Abréviations et symboles : TT : Total de minutes jouées MJ : Nombre de matchs joués MT : Matchs joués en tant que titulaire : but : passe décisive : joueur entré : joueur remplacé : capitaine : carton jaune : carton rouge |
| Pedri             | 90       | 90       | 90       | 120      | 119      | 120      | 629      |             |                | 6        | 6        | Abréviations et symboles : TT : Total de minutes jouées MJ : Nombre de matchs joués MT : Matchs joués en tant que titulaire : but : passe décisive : joueur entré : joueur remplacé : capitaine : carton jaune : carton rouge |
| Attaquants        |          |          |          |          |          |          |          |             |                |          |          | Abréviations et symboles : TT : Total de minutes jouées MJ : Nombre de matchs joués MT : Matchs joués en tant que titulaire : but : passe décisive : joueur entré : joueur remplacé : capitaine : carton jaune : carton rouge |
| Álvaro Morata     | 66       | 87       | 66       | 120      | 54       | 58       | 451      | 3           |                | 6        | 5        | Abréviations et symboles : TT : Total de minutes jouées MJ : Nombre de matchs joués MT : Matchs joués en tant que titulaire : but : passe décisive : joueur entré : joueur remplacé : capitaine : carton jaune : carton rouge |
| Gerard Moreno     | 16       | 68       | 77       |          | 66       | 50       | 277      |             | 2              | 5        | 2        | Abréviations et symboles : TT : Total de minutes jouées MJ : Nombre de matchs joués MT : Matchs joués en tant que titulaire : but : passe décisive : joueur entré : joueur remplacé : capitaine : carton jaune : carton rouge |
| Ferran Torres     | 74       | 29       | 24       | 88       | 91       | 62       | 368      | 2           | 1              | 6        | 4        | Abréviations et symboles : TT : Total de minutes jouées MJ : Nombre de matchs joués MT : Matchs joués en tant que titulaire : but : passe décisive : joueur entré : joueur remplacé : capitaine : carton jaune : carton rouge |
| Adama Traoré      |          |          | 13       |          |          |          | 13       |             |                | 1        |          | Abréviations et symboles : TT : Total de minutes jouées MJ : Nombre de matchs joués MT : Matchs joués en tant que titulaire : but : passe décisive : joueur entré : joueur remplacé : capitaine : carton jaune : carton rouge |
| Mikel Oyarzabal   | 16       | 3        | 13       | 32       | 29       | 70       | 163      | 1           |                | 6        | 1        | Abréviations et symboles : TT : Total de minutes jouées MJ : Nombre de matchs joués MT : Matchs joués en tant que titulaire : but : passe décisive : joueur entré : joueur remplacé : capitaine : carton jaune : carton rouge |

| Buts | Joueurs         | Adversaires              |
| ---- | --------------- | ------------------------ |
| 3    | Álvaro Morata   | Pologne, Croatie, Italie |
| 2    | Ferran Torres   | Slovaquie, Croatie       |
| 2    | Pablo Sarabia   | Slovaquie, Croatie       |
| 1    | Mikel Oyarzabal | Croatie                  |
| 1    | Aymeric Laporte | Slovaquie                |

| Passes | Joueurs       | Adversaires          |
| ------ | ------------- | -------------------- |
| 3      | Dani Olmo     | Croatie (x2), Italie |
| 2      | Gerard Moreno | Pologne, Slovaquie   |
| 2      | Pau Torres    | Slovaquie, Croatie   |
| 2      | Pablo Sarabia | Slovaquie            |
| 2      | Jordi Alba    | Slovaquie, Suisse    |
| 1      | José Gayà     | Croatie              |
| 1      | Ferran Torres | Croatie              |